# Christian Friedrich Hunold
Christian Friedrich Hunold (29 de septiembre de 1680, Wandersleben, Alemania-16 de agosto de 1721 en Halle) fue un autor alemán que escribió bajo el seudónimo de Menantes.

## Biografía

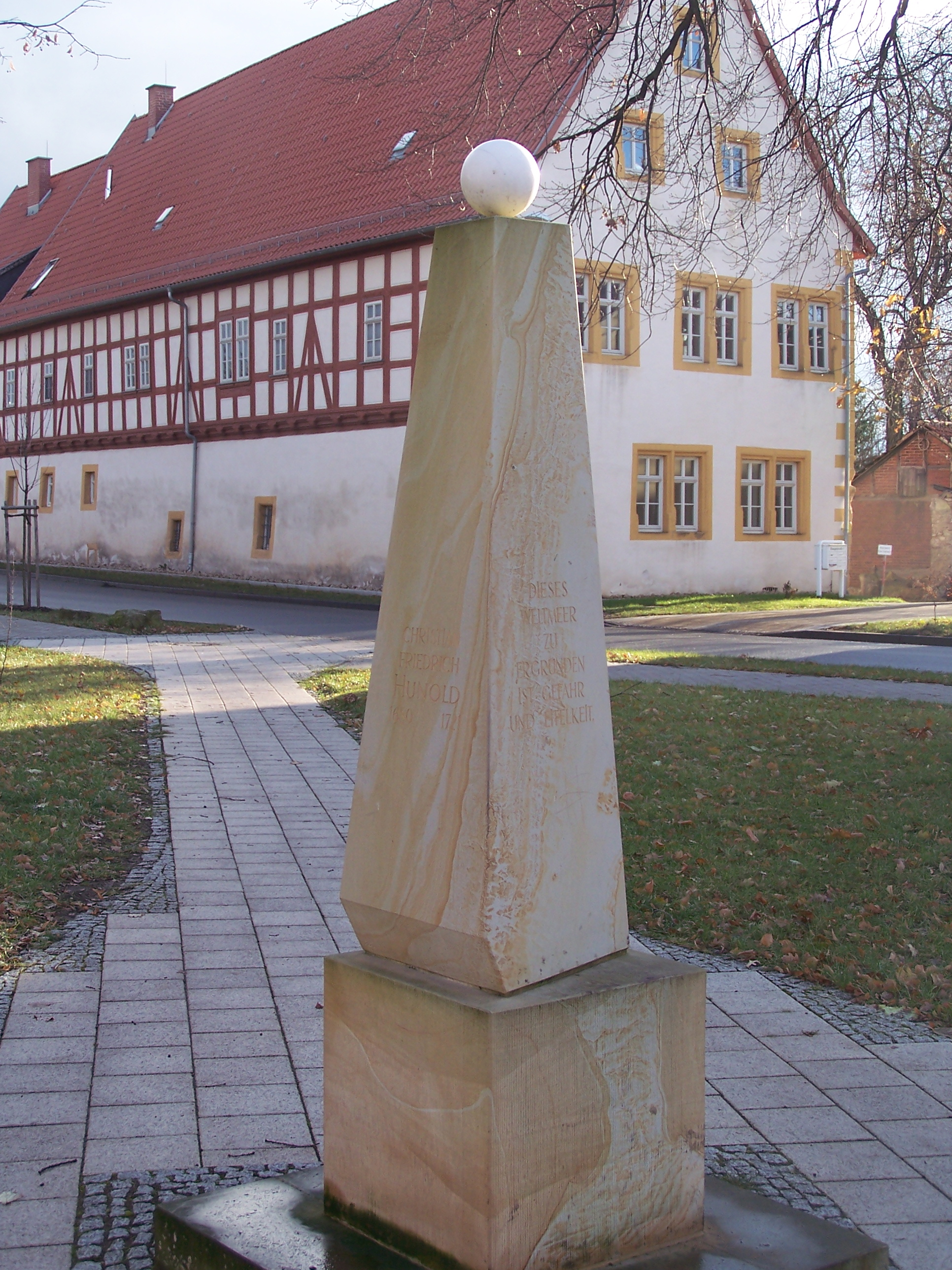
Monumento conmemorativo a Christian Friedrich Hunold en Wandersleben, su ciudad natal.

Christian Friedrich Hunold nació el 29 de septiembre de 1680 en Wandersleben, cerca de Gotha (Turingia, Alemania). Fue a la escuela en Arnstadt y en 1691 continuó sus estudios en el Gymnasium Illustre Augusteum de Weißenfels hasta 1698. Más tarde, desde 1698 hasta el invierno de 1699/1700, estudió derecho e idiomas en la Universidad de Jena.
Su primera novela, Die Verliebte und Galante Welt (Hamburgo: Liebernickel, 1700), fue un éxito inmediato. En 1706, la publicación de su novela Satyrischer Roman (Satyrical Novel) causó un escándalo.
Hunold se trasladó a Halle e impartió clases privadas. En 1710, Hinrich Brummer publicó la segunda parte de Satyrischer Roman en Stade. Hunold continuó sus estudios y se graduó en derecho en 1714.
Falleció el 16 de agosto de 1721 en Halle de tuberculosis.
Benjamin Wedel publicó una biografía sobre él en 1731, en la que incluía algunas de sus cartas.

## Libretos
Hunold escribió el libreto Der blutige und sterbende Jesus, usado por Reinhard Keiser en 1704 para una pasión protestante.
Parece que Hunold conoció a Johann Sebastian Bach y en Halle escribió textos para las cantatas de éste, que fueron interpretados en la corte de Leopoldo, príncipe de Anhalt-Köthen. Con la excepción parcial de Lobet den Herrn, alle seine Heerscharen, BWV Anh. 5, que usaba temas religiosos, estas obras eran seculares, escritas especialmente para ocasiones tales como cumpleaños u otras celebraciones. Esta colaboración entre Bach y Hunold duró desde 1718 hasta 1720, fecha en la que el compositor encontró otro libretista para continuar con su serie de cantatas de conmemoración. Después de la muerte del poeta, Bach volvió a su obra como base para la cantata Ich bin in mir vergnügt, BWV 204.

## Obras seleccionadas
- Die verliebte und galante Welt, Hamburgo: Liebernickel, 1700 (edición reimpreso de 1707 de Hans Wagener: Berna 1988)
- Der Europäischen Höfe Liebes- und Helden-Geschichte, Hamburgo: Gottfried Liebernickel, 1705 (reimpreso por Hans Wagener y Eli Sobel: Berna 1978)
- Satyrischer Roman der galanten Welt zur vergnügten Curiosite, ans Licht gestellt von Menantes, Hamburgo: B. Wedel, 1706 (reimpreso por Hans Wagener: Frankfurt am Main 2005, ISBN 3-86598-219-0; Editions Marteau)